# Meslay-le-Vidame
Meslay-le-Vidame (Aussprache [mɛˈlɛ lə viˈdam]) ist eine französische Gemeinde mit 516 Einwohnern (Stand: 1. Januar 2022) im Département Eure-et-Loir in der Region Centre-Val de Loire. Sie gehört zum Arrondissement Châteaudun und ist Mitglied im Gemeindeverband Chartres Métropole. Die Einwohner werden Meslaysiens und Meslaysiennes genannt.

## Geschichte
Während der Französischen Revolution hieß die Gemeinde Meslay-les-Bois. 1827 wurde die Nachbargemeinde Andeville integriert.

## Bevölkerungsentwicklung
- 1962: 394
- 1968: 379
- 1975: 315
- 1982: 304
- 1990: 364
- 1999: 402
- 2014: 537

## Sehenswürdigkeiten
- Kirche aus dem 19. Jahrhundert in Form eines römischen Tempels. Monument historique